# La Nuez de Abajo
La Nuez de Abajo es una localidad situada en la provincia de Burgos, comunidad autónoma de Castilla y León (España), comarca de Alfoz de Burgos, ayuntamiento de Valle de Santibáñez.

## Datos generales
En 2006, contaba con 32 habitantes, situado al sur de la capital del municipio, Santibáñez-Zarzaguda, en la carretera BU-622 que atravesando Mansilla conduce a Montorio, donde conecta con al N-627, futura autovía. En el valle del río Úrbel, donde tiene su origen la carretera local que comunica con Susinos pasando por Avellanosa del Páramo, ya en el páramo. Junto a la ermita de Nuestra Señora de la Cuadra y las localidades de Mansilla, Miñón, Las Rebolledas, Marmellar de Arriba y Lodoso. Se encuentra a 20 kilómetros de Burgos.

## Situación administrativa
Entidad Local Menor cuyo alcalde pedáneo es Alfonso Serna Galán de Tierra Comunera.

## Historia

### Antigüedad
Los expertos sitúan en La Nuez de Abajo la ciudad turmoga de Bravum, aunque otros expertos la relacionan con Ubierna.

### Edad Moderna
Lugar que formaba parte de la Jurisdicción de Haza de Siero en del Partido de Castrojeriz, uno de los catorce que formaban la Intendencia de Burgos durante el periodo comprendido entre 1785 y 1833, en el Censo de Floridablanca de 1787, jurisdicción de realengo con regidor pedáneo.

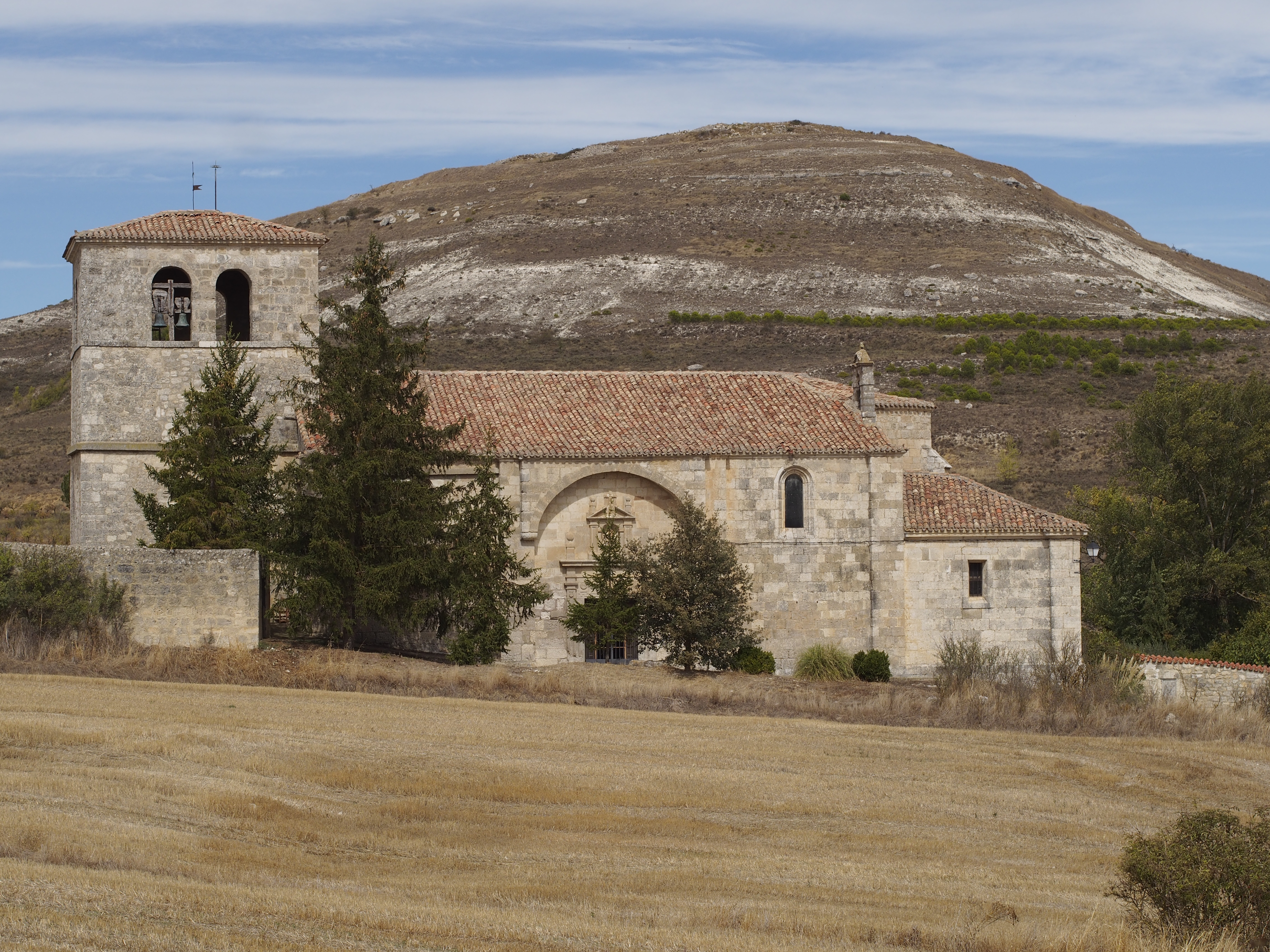
La iglesia de San Vicente Mártir, en La Nuez de Abajo.

Antiguo municipio de Castilla la Vieja en el Partido de Burgos código INE-09234. 
En el censo de la matrícula catastral contaba con 39 hogares y 145 vecinos. Entre el censo de 1981 y el anterior, este municipio desapareció porque se agrupó en el municipio 09902 Valle de Santibáñez.

## Demografía
| Gráfica de evolución demográfica de La Nuez de Abajo entre 1842 y 1970 |
| |
| Población de derecho según los censos de población del INE. Población de hecho según los censos de población del INE.Entre el censo de 1981 y el anterior, este municipio desaparece porque se agrupa en el municipio Valle de Santibañez. |